# Christoph von Dohna (1539–1584)
Christoph von Dohna (auch: zu Donaw; * 1539 in Mohrungen; † 4. Juli 1584 in Nyborg) war ein preußischer Burggraf, dänischer Militär, Politiker und Diplomat.

## Leben
Christoph stammte aus dem adligen Geschlecht Dohna, dessen erste urkundlich nachweisbare Belehnung mit der erblichen Reichsburggrafschaft Dohna durch König Friedrich I. Barbarossa im Jahr 1153 in Merseburg erfolgte. Im 15. Jahrhundert war die Familie in Böhmen, Schlesien und Meißen weit verbreitet. Nach Preußen wurde sie um die Mitte des 15. Jahrhunderts durch Stanislaus oder Stenzel von Dohna verpflanzt, der dem deutschen Orden beitrat. 1453 hatte sich der Landadel gegen den Orden erhoben und zusammen mit den Städten des Ordensstaates, sich mit den Polen verbündet. In dem folgenden langwierigen Kriege leistete Stanislaus dem Hochmeister wichtige Dienste und verteidigte 1464 die Burg Meve so tapfer, dass er nach dem unglücklichen Frieden von Thorn im Jahre 1466 als Lehn Teutopage oder Deutschendorf erhielt, wo er in Ruhe sein Leben beschloss.
Zwei seiner Söhne starben sehr früh, der dritte, Peter von Dohna (* 1483; † 18. Januar 1553), diente ebenfalls im deutschen Orden. Bei Gelegenheit einer 1520 nach Rom unternommenen Reise wurde er auf dem Rückweg in Wittenberg mit Martin Luther bekannt, für dessen Überzeugungen er sich begeisterte. In der Zeit, in der der Hochmeister Albrecht von  Brandenburg Westpreußen vergebens wieder zu gewinnen versuchte, dafür aber im Frieden von Krakau Ostpreußen als Herzogtum unter polnischer Lehnsoberhoheit erhielt, erwies ihm Peter die wichtigsten Dienste, wofür ihn jener mit den Gütern belohnte, die das gräfliche Dohnaische Majorat bilden, nämlich Morungen, Schlobitten, Braunsberg, Stuhm etc. Seine erste Ehe mit Elisabeth von Eylenberg blieb kinderlos, seine zweite geschlossene Ehe mit Katharina († 1557), der Tochter des polnischen Senators und Marienburger Starosten Achatius von Zehmen (um 1485–1565), war hingegen kinderreich. Sie gebar ihm eine Tochter und sieben Söhne.
Christoph hatte seine erste Ausbildung an der Universität Königsberg erhalten, wo er am 8. Oktober 1551 immatrikuliert war. Seine Ausbildung setzte er am 20. März 1558 an der Universität Wittenberg fort, wo man dem jungen preußischen Adligen in ehrwürdiger Anerkennung das Amt des Rektors der Alma Mater übertrug. Als solcher beteiligte er sich als Opponent an Disputationen, so am 28. November 1559 bei Paul Eber. In Wittenberg erlebte er auch das Lebensende von Philipp Melanchthon, der ihm in seinem letzten Lebensjahr noch eine Widmung in seine Bibel schrieb, welche in der Folge zur Familienbibel der schlesischen Grafen von Dohna wurde und welche sich seit 1945 im Geheimen Staatsarchiv Preußischer Kulturbesitz in Berlin befindet. Nachdem er in Wittenberg am 21. Oktober 1560 mit einer Abschiedsrede sein Studium beendet hatte, folgte er 1563 seinem Bruder Friedrich nach Dänemark.
Im Folgejahr war er bei diesem in den militärischen dänischen Dienst getreten und besuchte noch im selben Jahr Daniel Rantzau, mit dem er als in den Dreikronenkrieg zog. Im Folgejahr stand er als Befehlshaber einer Einheit in dänischen Diensten, wurde während einer Schlacht um die Festung Varberg verwundet und bei der Verteidigung der Burg am 15. September 1565 mit anderen dänischen Adligen gefangen genommen. Unter Hohn und Spott wurden sie nach Stockholm geführt. 1567 gelangte er wieder in Freiheit und ging an den dänischen Hof zurück, wo er einen Bericht über die Lage in Schweden ablieferte. Mit Rantzau beteiligte er sich am Zug in Östergötland, wo er sich als Kapitän der Führungsgarde auszeichnete. Diese Abteilung wurde nach dem Feldzug aufgelöst.
Nach dem Tod von Ranzau und Frand Brockenhuus (1518–1569), wurde er von König Friedrich II. selbst zum Führer (Generalissimus) der dänischen Truppen ernannt. Er erreichte jedoch nicht viel. Meuternde Soldaten und widrige Wettererscheinungen, taten ihr Übriges. Nach dem Frieden von Stettin wurde er im Januar 1571 aus dieser Stellung entlassen. Er wurde Hofjunker und das Jahr darauf Hofmarschall am dänischen Königshof, was er bis 1575 blieb. 1572 hatte er bereits die Güter des ehemaligen Klosters Allerheiligen in Schonen erhalten. Er ging 1575 in das Schloss Övedskloster, verließ dies 1581 als Reichsrat und war als diplomatischer Vertreter des Königs in verschiedenen Angelegenheiten auch im Ausland unterwegs. 1571 hatte er erwogen, die ehemalige Jugendliebe des Königs Friedrich II, Anna Hardenberg, zu heiraten. Doch dieses Ansinnen zerschlug sich, so dass er unverheiratet blieb. Nachdem er 1584 gestorben war, wurde sein Leichnam am 22. Juli in der St. Knuds Kirke in Odense beigesetzt, wo man ihm auch ein Epitaph errichtete.